# جیجک
(جیجگ Jijg یا ججگ Jejg) روستایی در دهستان کاهشنگ از توابع بخش مرکزی شهرستان بیرجند، واقع در استان خراسان جنوبی، کشور ایران است که تا بیرجند ۶۰ کیلومتر فاصله دارد.بر پایه سرشماری عمومی نفوس و مسکن در سال ۱۳۸۵ جمعیت آن ۱۲۴ نفر (در ۳۵ خانوار)  و طبق سرشماری عمومی نفوس و مسکن در سال ۱۳۹۵ جمعیت آن ۳۶ نفر (در ۱۷ خانوار) بوده‌است.